# Williams (Californië)
Williams is een plaats in Colusa County in Californië in de VS.

## Geografie
De totale oppervlakte bedraagt 14,1 km² (5,4 mijl²), wat allemaal land is.

## Demografie
Volgens de census van 2000 bedroeg de bevolkingsdichtheid 260,5/km² (674,3/mijl²) en bedroeg het totale bevolkingsaantal 3670 als volgt onderverdeeld naar etniciteit:
- 45,45% blanken
- 0,49% zwarten of Afrikaanse Amerikanen
- 1,14% inheemse Amerikanen
- 1,14% Aziaten
- 45,50% andere
- 6,27% twee of meer rassen
- 71,20% Spaans of Latino

Er waren 924 gezinnen en 745 families in Williams. De gemiddelde gezinsgrootte bedroeg 3,70.

## Plaatsen in de nabije omgeving
De onderstaande figuur toont nabijgelegen plaatsen in een straal van 48 km rond Williams.